# Schengis Nurghalijew

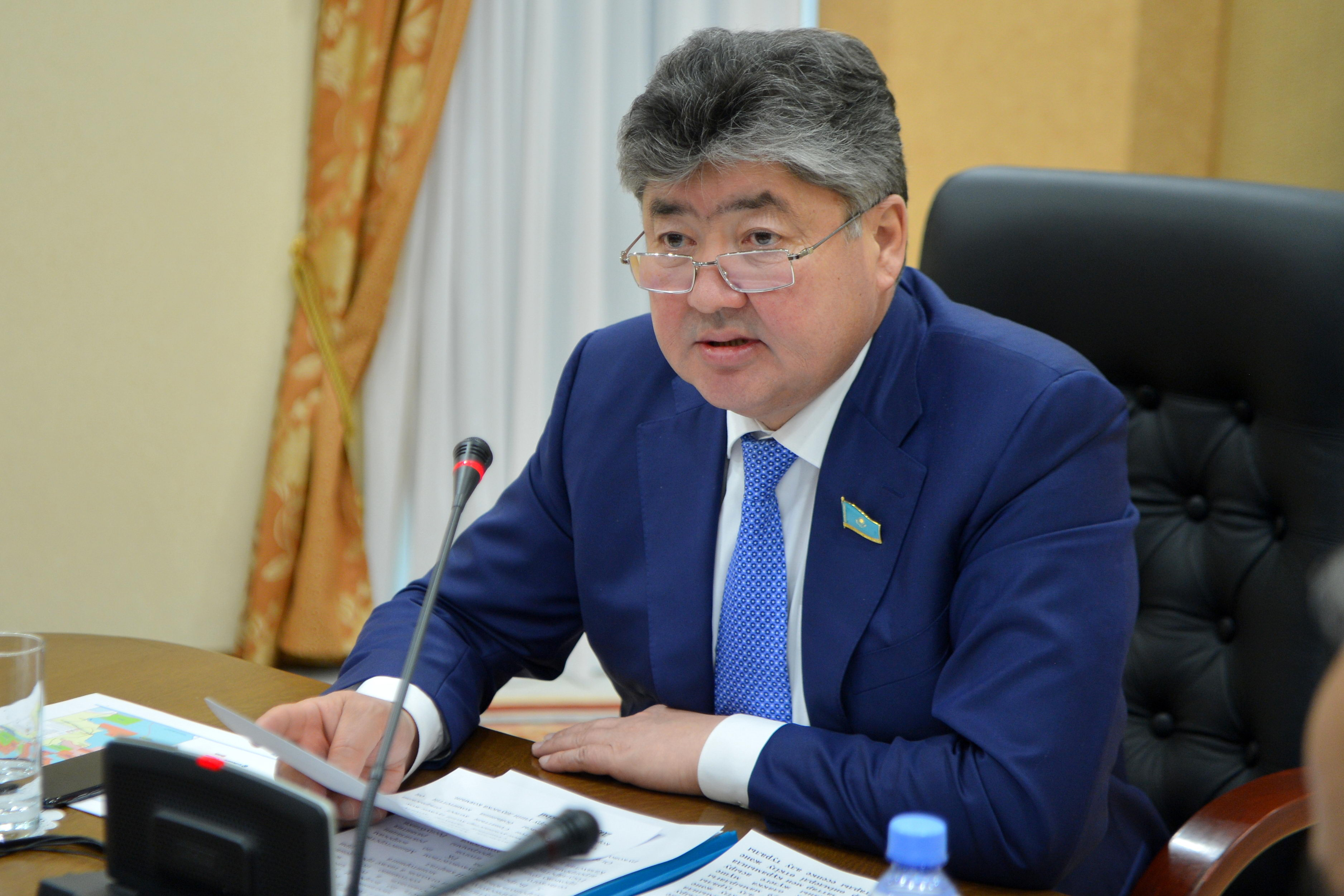
Schengis Nurghalijew (2018)

Schengis Mirassuly Nurghalijew (kasachisch Жеңіс Мирасұлы Нұрғалиев, russisch Женис Мирасович Нургалиев/Schenis Mirassowitsch Nurgalijew; * 9. Mai 1962 in Amangeldi, Kasachische SSR; † 16. November 2024) war ein kasachischer Politiker.

## Leben
Schengis Nurghalijew wurde 1962 im Dorf Amangeldi in der Oblast Kustanai geboren. Er machte 1984 einen Hochschulabschluss in Agrarwissenschaften am Landwirtschaftlichen Institut Kustanai. 2001 kam ein weiterer Abschluss an der Zentralasiatischen Universität hinzu.
Nach seinem Universitätsabschluss leistete Nurghalijew zunächst zwischen 1984 und 1985 seinen Wehrdienst in der sowjetischen Armee. Danach begann er seine berufliche Laufbahn zuerst in einem staatlichen Agrarbetrieb im Kreis Kustanai, bevor er anschließend in einem anderen Betrieb im heutigen Kreis Nauyrsym arbeitete. Zwischen 1995 und 1999 war er Vorstandsvorsitzender der Produktionsgenossenschaft Niwa und bis 2004 Direktor des Unternehmens Nadeschdinka. Anschließend bekleidete er mit der Position des Äkim des Kreises Saryköl zum ersten Mal ein politisches Amt. Dieses übte er von Juni 2004 bis Juni 2006 aus. Nachdem er aus diesem Amt entlassen worden war, wurde Nurghalijew zum Äkim (Bürgermeister) der Stadt Qostanai ernannt. Als Stadtoberhaupt leitete er bis Januar 2008 die Stadtverwaltung und wurde anschließend stellvertretender Äkim (Gouverneur) des Gebiets Qostanai. Am 23. Mai 2010 wurde er als Abgeordneter in den kasachischen Senat gewählt. Dort war er seit 2014 Mitglied des Ausschusses für Landwirtschaft, Umwelt und ländliche Entwicklung und seit September 2017 dessen Vorsitzender. Ab 2019 war er Mitglied im Ausschuss für Finanzen und Haushalt. Im Januar 2023 schied er aus dem Senat aus.